# Маріон (Пенсільванія)
Маріон (англ. Marion) — переписна місцевість (CDP) в США, в окрузі Франклін штату Пенсільванія. Населення — 851 особа (2020).

## Географія
Маріон розташований за координатами 39°51′38″ пн. ш. 77°42′6″ зх. д. / 39.86056° пн. ш. 77.70167° зх. д. (39.860658, -77.701570).  За даними Бюро перепису населення США в 2010 році переписна місцевість мала площу 5,12 км², уся площа — суходіл.

## Демографія
Згідно з переписом 2010 року, у переписній місцевості мешкали 953 особи в 364 домогосподарствах у складі 268 родин. Густота населення становила 186 осіб/км².  Було 377 помешкань (74/км²).
Расовий склад населення:
| - 92,4 % — білих - 1,5 % — чорних або афроамериканців - 0,1 % — вихідців з тихоокеанських островів - 0,1 % — корінних американців - 0,1 % — азіатів - 4,8 % — осіб інших рас |

До двох чи більше рас належало 0,9 %. Частка іспаномовних становила 7,3 % від усіх жителів.
За віковим діапазоном населення розподілялося таким чином: 24,8 % — особи молодші 18 років, 61,5 % — особи у віці 18—64 років, 13,7 % — особи у віці 65 років та старші. Медіана віку мешканця становила 38,2 року. На 100 осіб жіночої статі у переписній місцевості припадало 104,1 чоловіків;  на 100 жінок у віці від 18 років та старших — 100,8 чоловіків також старших 18 років.
Середній дохід на одне домашнє господарство  становив 58 231 долар США (медіана — 50 948), а середній дохід на одну сім'ю — 69 378 доларів (медіана — 63 529). За межею бідності перебувало 45,3 % осіб, у тому числі 75,7 % дітей у віці до 18 років та 0,0 % осіб у віці 65 років та старших.
Цивільне працевлаштоване населення становило 518 осіб. Основні галузі зайнятості: науковці, спеціалісти, менеджери — 23,4 %, освіта, охорона здоров'я та соціальна допомога — 23,0 %, транспорт — 13,5 %, виробництво — 11,2 %.